# Stanislas Idzikowski
Stanislas Idzikowski, en polonais Stanisław Idzikowski, est un danseur polonais né à Varsovie en 1894 et mort à Londres le 12 février 1977.
Élève d'Enrico Cecchetti, il danse dans la compagnie d'Anna Pavlova et rejoint les Ballets russes en 1914, qu'il accompagnera jusqu'en 1927.
Fixé à Londres, il se consacre à l'enseignement de la danse dès 1933, et plus particulièrement à la méthode de son maître Cecchetti. Pendant plusieurs années, à partir de 1939, il est le maître de ballet de l’International Ballet de Mona Inglesby'.

Il fut notamment le brillant interprète de Massine dans La Boutique fantasque (1919), Le Tricorne (1919) et Pulcinella (1920).